# Puccinia magnusiana
Puccinia magnusiana Körn.  – gatunek grzybów z rodziny rdzowatych (Pucciniaceae). Grzyb mikroskopijny, pasożytujący na jaskrach (Ranunculus) oraz lasecznicach (Arundo) i trzcinie pospolitej (Phragmites australis). U porażonych roślin wywołuje chorobę zwaną rdzą.

## Systematyka i nazewnictwo
Pozycja w klasyfikacji według Index Fungorum: Puccinia, Pucciniaceae, Pucciniales, Incertae sedis, Pucciniomycetes, Pucciniomycotina, Basidiomycota, Fungi.
Gatunek ten po raz pierwszy opisał Friedrich August Körnicke w 1876 r.
Synonimy:
- Aecidium ranunculacearum var. linguae Grove 1913
- Aecidium ranunculi Schwein. 1822
- Dicaeoma magnusianum (Körn.) Kuntze 1898
- Puccinia arundinacea ß epicaula Wallr. 1833

## Morfologia i rozwój
Jest pasożytem dwudomowym, którego cykl życiowy odbywa się na dwóch gatunkach żywicieli. Na jaskrach tworzy spermogonia i ecja, na trzcinie i lasecznicy uredinia i telia.
Strzępki rozrastają się między komórkami porażonych roślin, do ich wnętrza zapuszczając tylko ssawki pobierające z rośliny wodę z substancjami pokarmowymi. Zarodniki tworzą się pod skórką roślin, po dojrzeniu nabrzmiewają, co powoduje pękanie skórki rośliny i wydostanie się zarodników na zewnątrz.
Żółte ecja tworzą się na dolnej stronie liści jaskrów, na ogonkach liściowych i na łodygach. Mają rozmiar 23–26 × 21–23 μm. Powstają w nich duże ecjospory o pomarszczonej powierzchni. Nad nimi, na górnej stronie liści, powstają żółte, chlorotyczne plamy, a w ich obrębie maleńkie spermogonia. Żółtobrązowe uredinia w postaci grudek tworzą się na obydwu stronach liści. Powstają w nich bezbarwne lub białobrunatne urediniospory o kształcie od elipsoidalnego do owalnego, rozmiarach 26–35 × 16–19 i powierzchni pokrytej drobnymi, czarnymi kolcami. Telia również tworzą się na obydwu powierzchniach liści i na łodygach trzcin, ale w zwartych grupach i są brązowoczarne. Brązowe teliospory są dwukomórkowe, o rozmiarach 42–56 × 15–24 μm i mają hialinowo-brunatne trzonki o długości do 95 μm.

## Występowanie
Puccina magnusiana występuje na całym świecie.
Zanotowano występowanie ecjów i spermogoniów na następujących gatunkach jaskrów: Ranunculus aconitifolius, Ranunculus breyninus, Ranunculus bulbosus, Ranunculus chaerophyllos, Ranunculus creticus, Ranunculus flammula, Ranunculus illyricus, Ranunculus kotschyi, Ranunculus lingua, Ranunculus montanus, Ranunculus polyanthemos, Ranunculus repens, Ranunculus sardous. Uredinia i telia tworzą się na lasecznicy trzcinowatej (Arundo donax) i trzcinie pospolitej. W Polsce do 2003 r. zanotowano występowanie tego gatunku tylko na trzcinie pospolitej.